# Обрежје (Радече)
Обрежје (словен. Obrežje је насељено место у словеначкој општини Радече које припада Посавској регији. До јануара 2014. је припадало Савињској регији. Због специфичног положаја насеље се налазило у две регије. Део на левој страни реке Саве припадао је Штајерској, са десне Долењској. Сада се цело насеље налази у Доњепосавској регији
Обрежје се налази на надморској висини од 198, м, површине 1,62 км². Приликом пописа становништва 2011. године насеље је имало 167 становника.

## Масовна гробница
Обрежје је место масовне гробнице из Другог светског рата. Бункер „Масовна гробница“ (словен. Grobišče Bunker) налази се у затвореном бетонском бункеру на падини изнад куће бр. 60. Бунер је дргачак 8 до 10 м, а улаз је покривен земљом, а садржи остатке непознатог броја црногорских четника.